# Wilfried Mommert
Wilfried Mommert (* 22. Dezember 1944 in Nauen) ist ein deutscher Journalist. Er prägte jahrzehntelang bis 2009 die Kulturberichterstattung der Deutschen Presse-Agentur dpa aus Berlin. Seine Artikel sind in zahlreichen Medien erschienen und dienen Redaktionen bundesweit als Grundlage für Recherchen.

## Leben

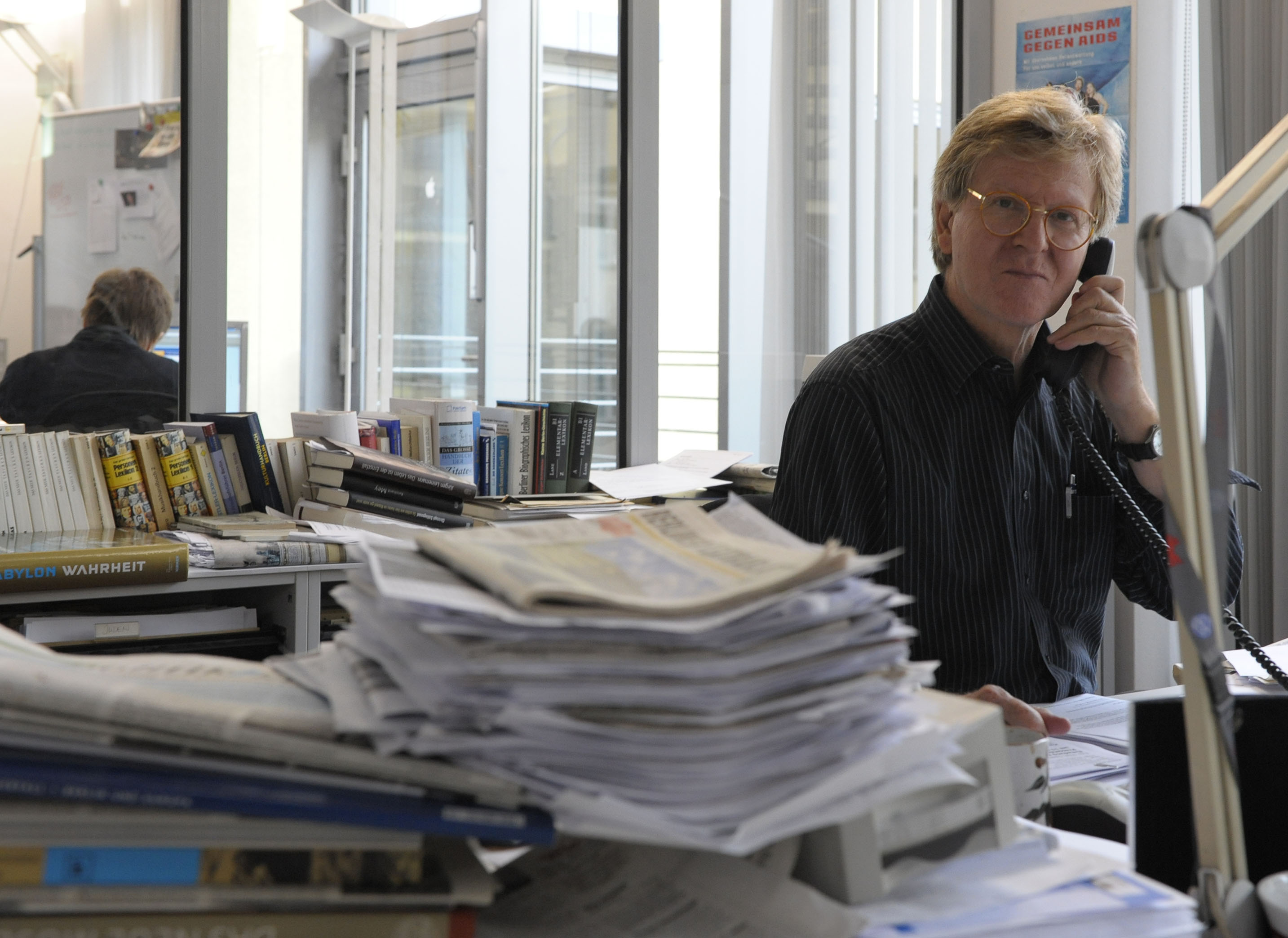
Wilfried Mommert im Berliner dpa-Büro (Nov. 2009)

Mommert kam 1950 aus Nauen ins damalige West-Berlin und landete erst einmal in einer Turnhalle im Auffanglager Berlin-Staaken. Später absolvierte er eine dreijährige Lehre als Verlagskaufmann im Ullstein-Verlag. 1968 wurde er Volontär bei der Deutschen Presse-Agentur in Berlin. 1969 wurde er Redakteur, zwei Jahre darauf „dienstleitender Redakteur“.
Zu seinen ersten Themen gehörte das Attentat auf den Studentenführer Rudi Dutschke sowie ein Bericht über den (damals Ost-Berliner) Alexanderplatz, auf dem der Fernsehturm fertiggestellt wurde. Mommert schreibt schwerpunktmäßig über kulturpolitische Themen in Berlin. Außerdem reszensierte er Aufführungen im damaligen Ost-Berlin, wie im Deutschen Theater, Berliner Ensemble, Maxim-Gorki-Theater, in der Volksbühne oder in der Komischen Oper. Mit seinen zahllosen Berichten etwa über Herbert von Karajan, Johannes Heesters, die Rote Armee Fraktion, Benno Ohnesorg, Christoph Schlingensief oder Walter Jens erzielte er eine enorme Öffentlichkeitswirkung. Den Kulturbegriff legt Mommert stets großzügig aus; er umfasst auch gesellschaftliche und politische Aspekte.
Für seine Arbeit erhielt er 2006 den puk-Journalistenpreis, die Auszeichnung der Zeitung des Deutschen Kulturrats „politik und kultur“.  In der Laudatio der damaligen Vorsitzenden der Enquete-Kommission „Kultur in Deutschland“, Gitta Connemann, hieß es: „Mit seiner Berichterstattung über die Kulturpolitik prägt er ganz wesentlich die deutsche Medienlandschaft... In dieser anspruchsvollen Spielart des Journalismus gelingt es Wilfried Mommert, Glaubwürdigkeit, Präzision und Geschwindigkeit auch unter dem Zeitdruck in der Nachrichtenproduktion miteinander zu vereinbaren.“

## Auszeichnungen
- 2006 Journalistenpreis „Politik und Kultur“ des Deutschen Kulturrats[9]